# Julius Thomson
Julius Alexander Thomson (4. september 1882 i Toronto - 26. oktober 1940) var en canadisk roer som deltog i de olympiske lege 1908 i London.
Thomson vandt en bronzemedalje i roning under Sommer-OL 1908 i London. Han var med på den canadiske otter som besejrede en norsk otter i kvartfinalen men som tabte i semifinalen til en britisk båd som senere vandt i finalen.